# Karl Ferdinand von Buol-Schauenstein
Il conte Karl Ferdinand von Buol-Schauenstein (Vienna, 17 maggio 1797 – Vienna, 28 ottobre 1865) è stato un politico austriaco.

## Biografia
Karl Ferdinand von Buol-Schauenstein nacque da una famiglia dell'aristocrazia cittadina viennese, e si laureò in giurisprudenza, deciso ad intraprendere la carriera diplomatica.
Introdottosi al governo austriaco, prestò servizio come ambasciatore dell'Impero nel Baden e nell'Assia-Darmstadt (1828–1838), nel Württemberg (1838–1844), in Piemonte (1844–1848), in Russia (1848–1850), alla conferenza di Dresda (1850–1851), e nel Regno Unito (1851–1852). Con questa sua esperienza all'estero, divenne uno dei più fidati collaboratori del Principe Felix von Schwarzenberg, allora Primo Ministro dell'Impero, alla cui morte nell'aprile del 1852 Buol-Schauenstein venne chiamato a succedergli non tanto come Primo Ministro (carica che ricoprì sempre informalmente), ma più che altro come Ministro degli Esteri.

### Il ruolo nella Guerra di Crimea
Come primo atto, egli prese posizioni sulle tensioni dell'area balcanica, che sfociò nel 1854 nello scoppio della Guerra di Crimea, quando Francia e Gran Bretagna dichiararono guerra alla Russia, la quale supportava l'Impero ottomano ostacolando i commerci degli altri due paesi alleati. La posizione del governo austriaco in questo conflitto era quanto mai delicata: gli interventi compiuti dalla Russia per ristabilire l'ordine sulle rivolte anti-imperiali scoppiate in Ungheria nel 1849 era stato decisivo al mantenimento del controllo di quell'area da parte dell'Austria e come tale l'Imperatore si trovava in debito personale con lo Zar di Russia. Malgrado questo, però, il controllo dell'area danubiana dei balcani (futura Romania) da parte della Russia avrebbe certamente ostacolato non solo le mire espansionistiche dell'Impero in quell'area, ma anche avrebbero rappresentato una continua spina nel fianco dell'Impero ad est.
Buol-Schauenstein tentò di temporeggiare cercando di mediare tra le due parti belligeranti una soluzione che venisse utile anche alla politica austriaca. Questi accordi, all'atto pratico, però, non risolsero i problemi internazionali ed anzi il Primo Ministro venne tacciato di anglofilia, in particolare dopo l'ultimatum che fu costretto ad inviare alla Russia per far sì che essa lasciasse i principati danubiani. I russi aderirono a questa richiesta per evitare un altro scontro.
Durante il corso della guerra di Crimea, ad ogni modo, la politica di Buol-Schauenstein era stata perlopiù orientata a tenere l'Austria fuori da qualsiasi conflitto, ma questo provocò il risultato che l'Impero austriaco venne lasciato a se stesso, isolato dalle altre potenze in gioco.

### Lo scoppio della Seconda Guerra d'Indipendenza italiana
Il ruolo austriaco, anche in campo militare, si era notevolmente ridimensionato dalle grande imprese dei secoli XVII e XVIII e come tale Francia e Inghilterra non erano per nulla impressionate dall'Imperatore austriaco, al quale contestavano tacitamente il dominio in Italia, supportando segretamente le azioni di sovversione dei carbonari che lo stesso Primo Ministro austriaco stava tentando di debellare. La nuova politica liberale del primo ministro del Regno di Sardegna, Camillo Benso, conte di Cavour stava conducendo proprio in quegli anni, era inoltre chiaramente orientata a scacciare gli austriaci dai loro domini italiani.
Assicuratosi il supporto di Napoleone III, Cavour mise in atto il suo piano, iniziando a stuzzicare l'Austria con continue provocazioni entro i confini del Regno Lombardo-Veneto attraverso piccole bande armate con azioni di disturbo, col chiaro intento di voler far sì che l'Impero dichiarasse guerra al Piemonte.
Esasperato da queste continue tensioni, dopo un regolare ultimatum, Buol-Schauenstein dichiarò guerra ai piemontesi, coinvolgendo però l'Austria in quella che si rivelò una guerra disastrosa ai danni dell'Impero intero. Dopo il fallimento della prima parte del conflitto, Buol-Schauenstein si dimise dalla carica di Primo Ministro nel maggio del 1859, ritirandosi a vita privata per il resto della sua esistenza.